# アフダル山地

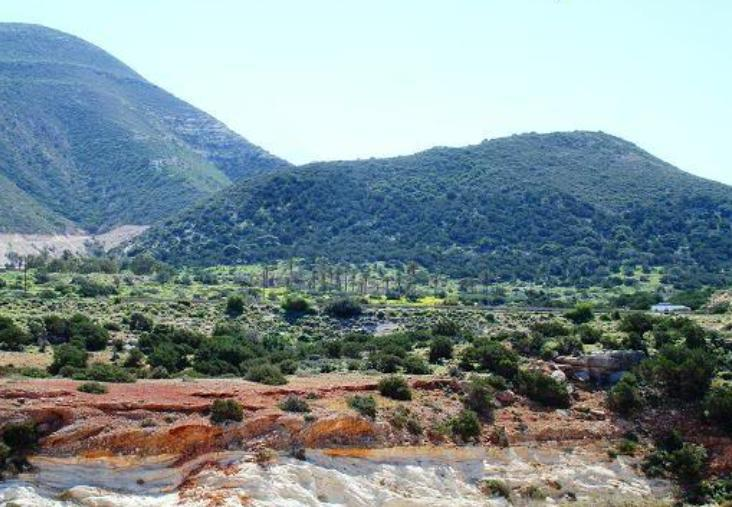
アフダル山地の山

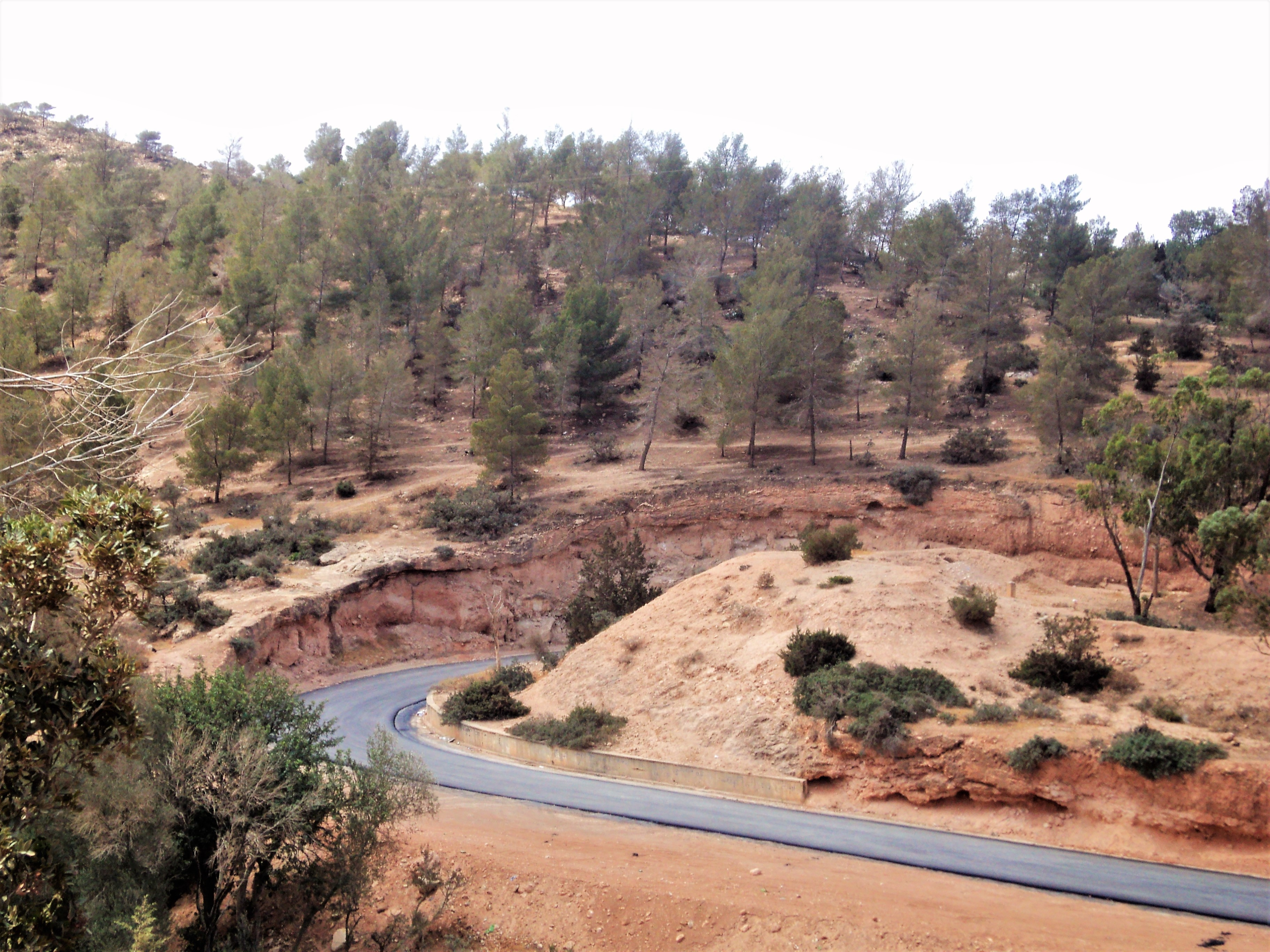
山地内部

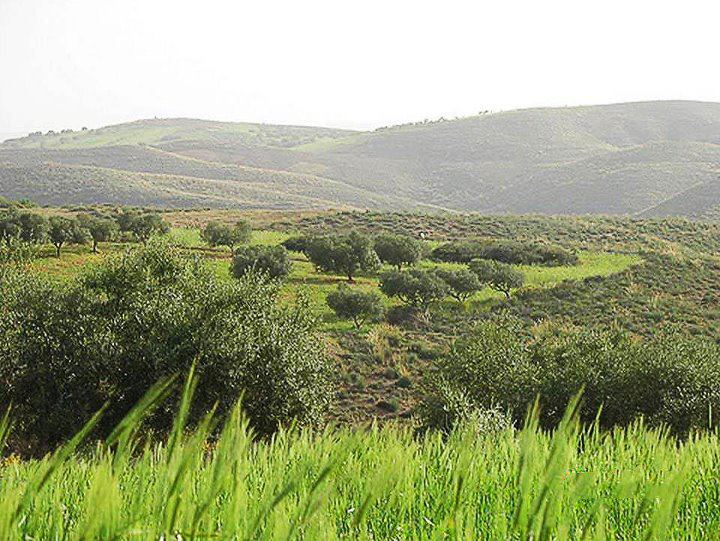
緑の山地たる景色

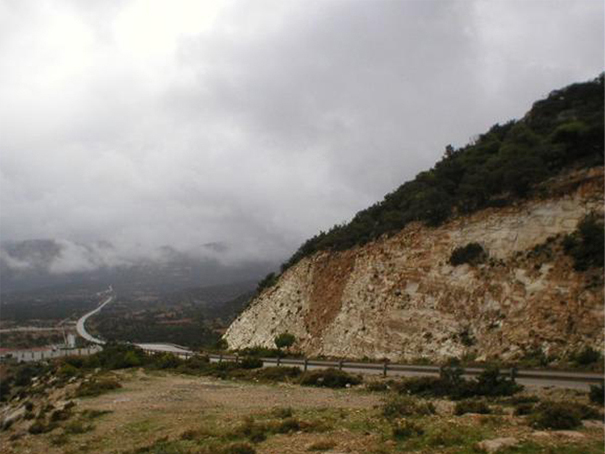
リビア一湿潤なアフダル山地では年間400mmから600mm程度の降雨が見られる

アフダル山地（アラビア語: الجبل الأخضر Al Ǧabal al 'Aḫḍar、ジュベル・アフダル）は、リビア北東部、キレナイカ地方北部に位置する山地。標高は最高でも600mに達せずそれほど高くないが、地中海からの季節風がアフダル山地にぶつかって雨を降らせるため、山地より北は地中海性気候となり、ベンガジなどの都市がある。また、「ジュベル・アフダル」とは「緑の山地」という意味であり、その名のとおりアフダル山地にはまとまった降雨があるために植生もあり農耕も可能で、山地の上にも保養地として知られるアルバイダなどいくつかの町が形成されている。いっぽう、山地以南は完全な砂漠地帯であり、サハラ砂漠が広がっている。

## ギャラリー

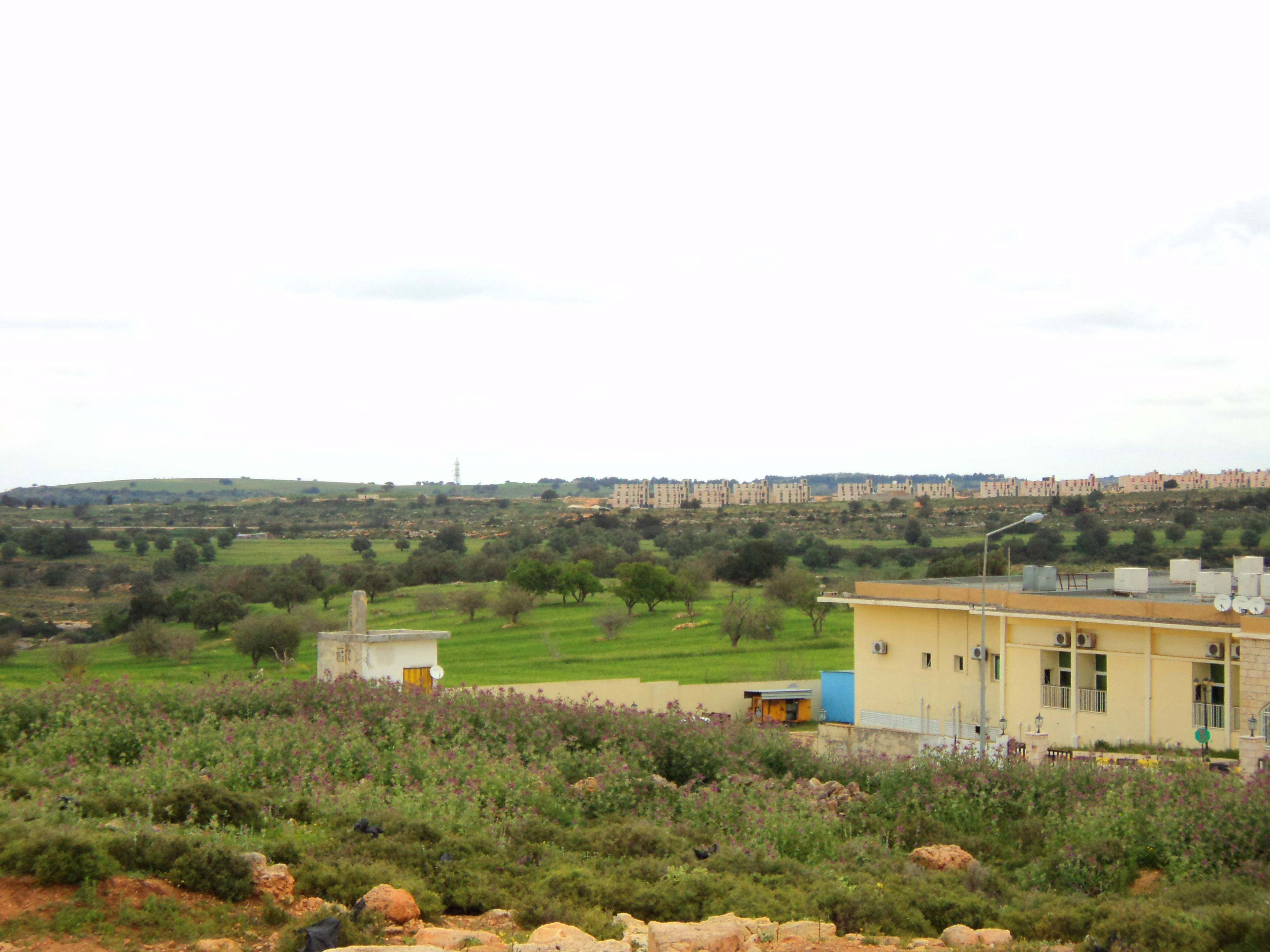
山地東端、アルバイダ附近
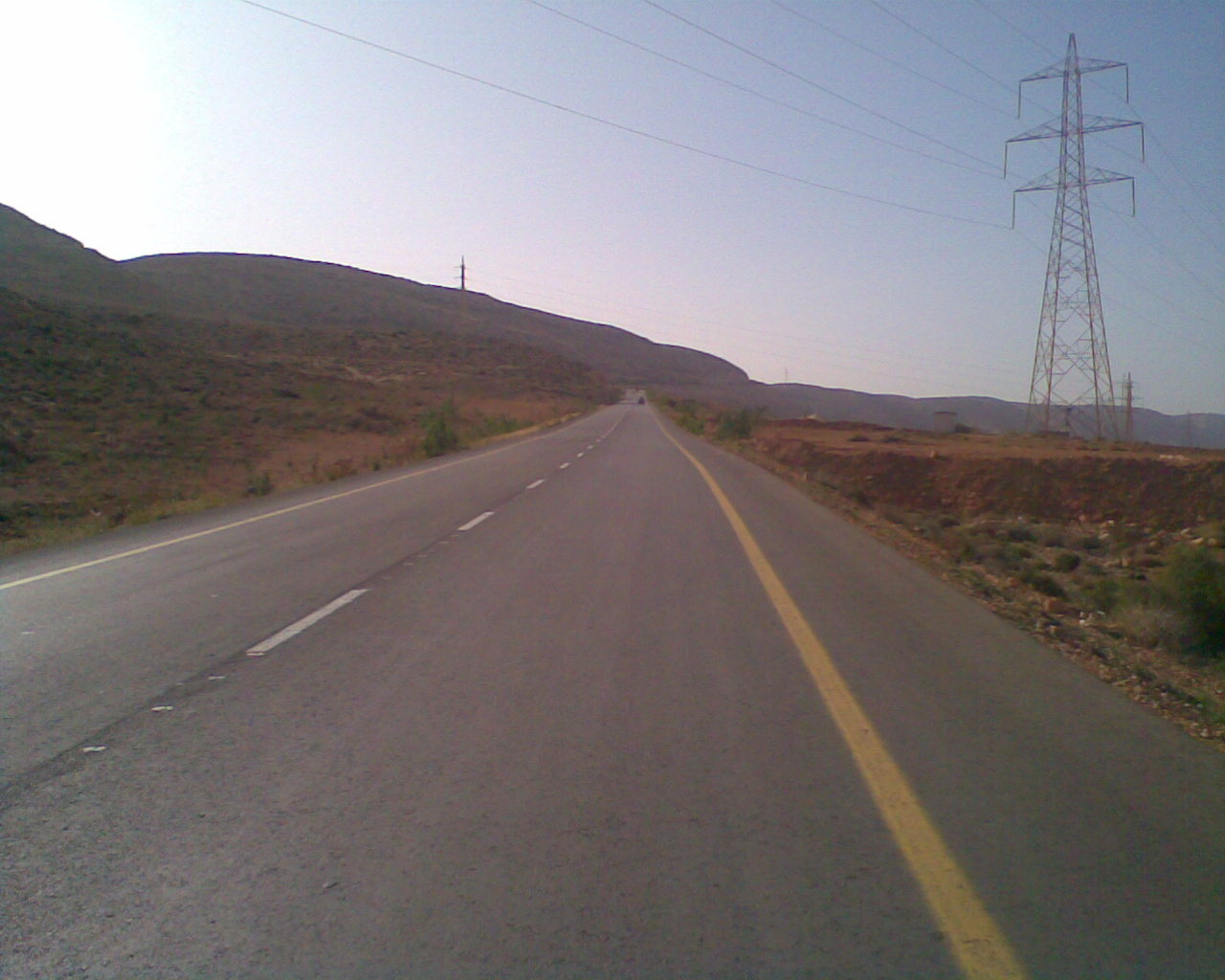
山地東端、デルナ附近
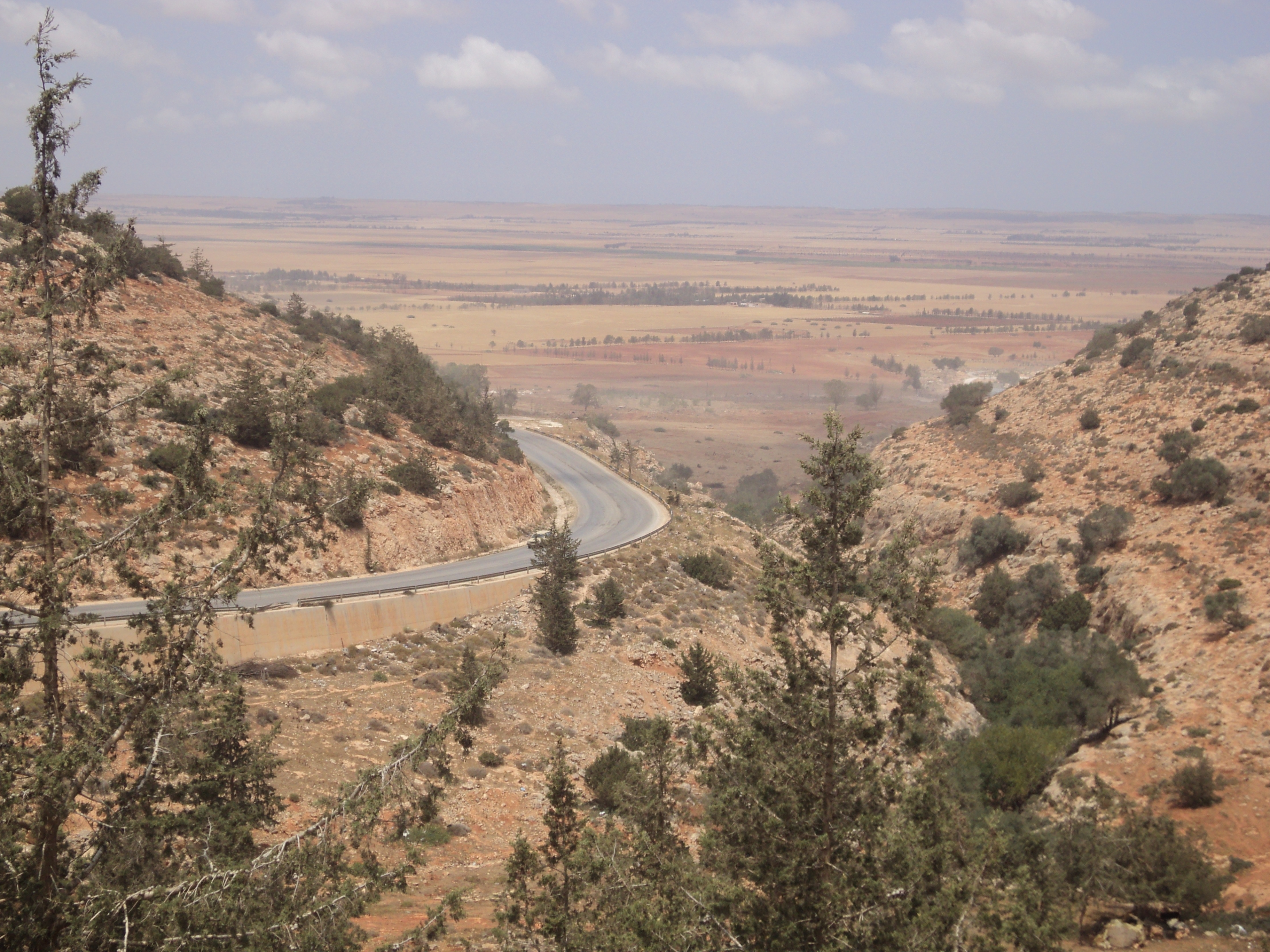
崖地
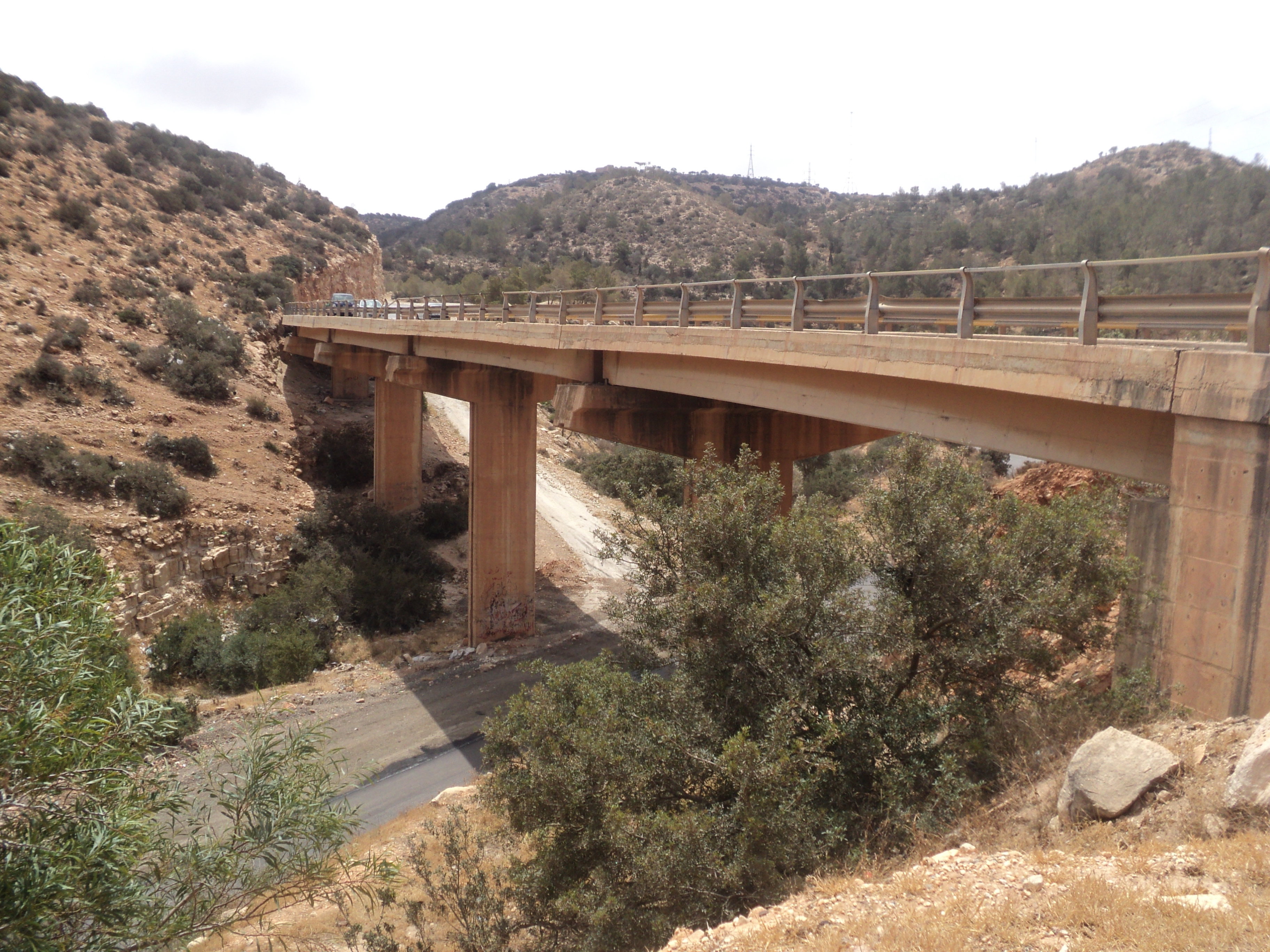
谷
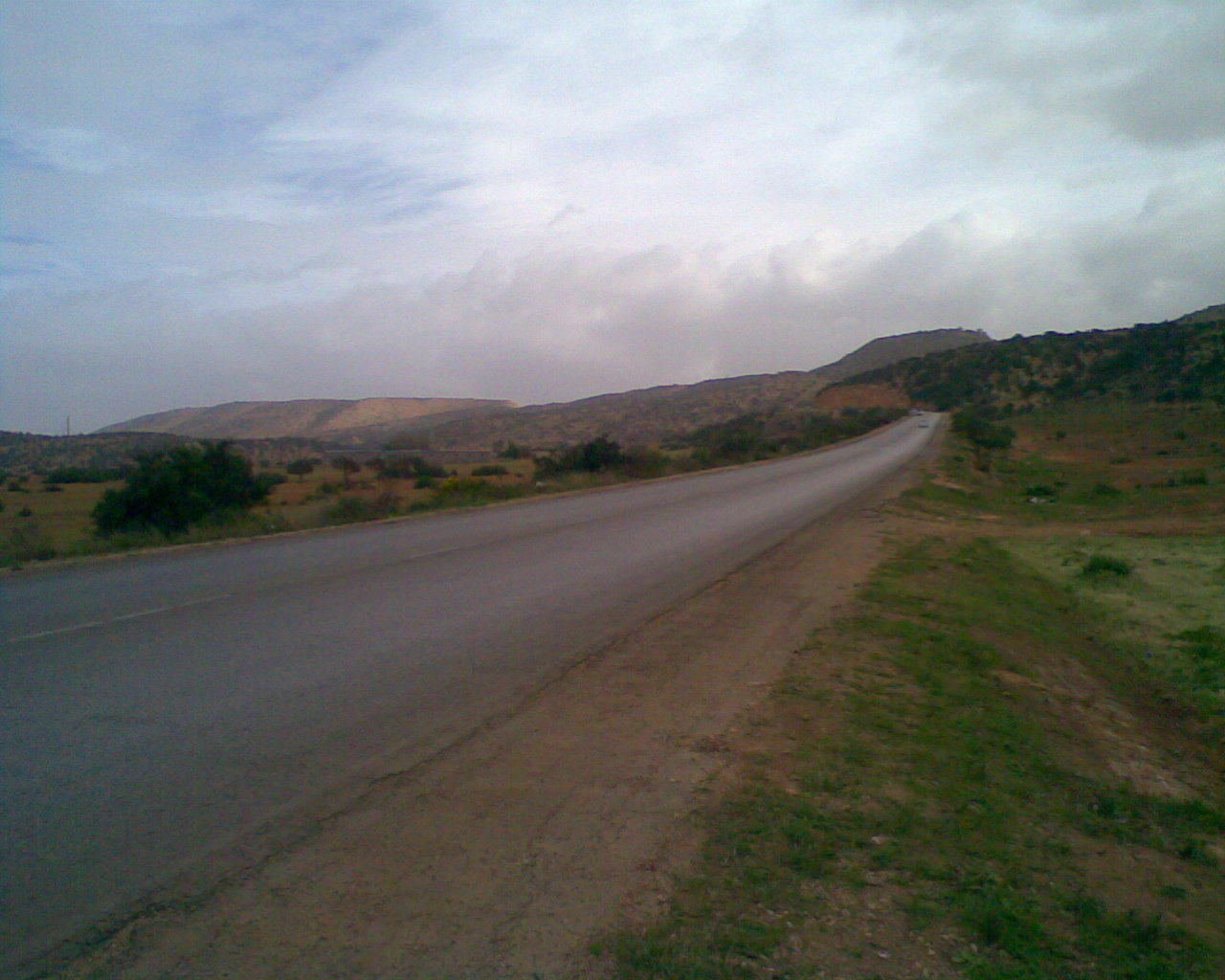
山地西端、トクラ附近